# Адонин, Иван Егорович
Иван Егорович Адонин — советский хозяйственный, государственный и политический деятель, Герой Социалистического Труда.

## Биография
Родился в 1915 году в селе Скородное.
С 1930 года — на хозяйственной, общественной и политической работе. В 1930—1979 годах — пастух, пахарь, сеяльщик в колхозе «Борец 2-й пятилетки», счетовод, бухгалтер Курского областного управления связи, начальник почтового отделения в селе Бобровы Дворы, в селе Прохоровка Курского областного управления связи, участник Великой Отечественной войны, командир артиллерийского парка 547-го пушечного артиллерийского полка/46 гвардейского пушечного артиллерийского полка на 3-м Украинском фронте, помощник коменданта города Пловдива, инструктор, заместитель заведующего отделом Кировоградского обкома партии, председатель колхоза «Россия» Александровского района Кировоградской области Украинской ССР.
Указом Президиума Верховного Совета СССР от 8 апреля 1971 года присвоено звание Героя Социалистического Труда с вручением ордена Ленина и золотой медали «Серп и Молот».
Умер в селе Красноселье в 1997 году.